# 李察·尼萊
李察·阿倫·尼萊（英語：Richard Alan Naylor，1977年2月28日—），簡稱李察·尼萊（Richard Naylor），出生在列斯，是一名英格蘭職業足球員，司職中堅，現效力英乙球會洛達咸。

## 生平
葉士域治
尼萊出身自葉士域治的青訓系統並效力了14年之久。他在1990年代中期時是以前鋒身份上陣，然而具備潛質的他在經歷了數次傷患後，開始發現自己被亞歷斯·默菲、占士·史葛哥洛夫、大衛·莊臣和後來的馬庫斯·史超活所超越，成為樸文路球場的第五前鋒。
1999/00年球季，尼萊雖然在開季時表現不俗，但又再一次被迫坐板凳，卻又在對班士利的附加賽決賽中發揮關鍵作用。他在上半場時入替受傷的大衛·莊臣後攻入一球，協助葉士域治自1995年以來首次升上英超。
當葉士域治升上英超後，尼萊再次被時任領隊佐治·貝利投閒置散。2000/01年球季，葉士域治取得了歐協盃資格，而尼萊亦零星地代表球會上陣並在對打比郡的賽事中攻入葉士域治在當季的最後一球。
2001/02年球季，尼萊並不在葉士域治的計劃之中，儘管他有機會在歐協盃對意大利球會國際米蘭的賽事中上陣，不過他仍然在2002年被球會先後外借至班士利和米禾爾。
葉士域治在2001/02年球季降班後，祖·萊爾成為新任領隊，隨著大量球員在降班後離去，尼萊得以被重用。祖·萊爾決定讓他轉為出任中堅。
2003/04年球季，尼萊在推動葉士域治升班方面發揮了關鍵作用。2004/05年球季，葉士域治打進了附加賽卻敗給韋斯咸，不過在2005/06年球季，球會卻不甚成功。2006年，祖·萊爾離開了葉士域治並由尼萊的前隊友占·馬捷頓接任領隊一職。2005年10月1日，他由於效力葉士域治達10年而安排舉行紀念賽。2006年9月3日，在葉士域治對溫布萊2000XI的賽事中，他在最後一分鐘射入十二碼，協助球隊以3-3戰平對手。2008/09年球季，尼萊接替原隊長積臣·迪禾斯擔任球會隊長。
列斯聯
2009年1月15日，尼萊被外借至列斯聯。2009年2月2日，他正式轉會至列斯聯。他被任命為球隊的副隊長並在對修安聯的賽事中攻入其加盟以來的首球，協助球隊以2-0擊敗對手。
2009年7月，尼萊接替了於夏天離開的費沙·李察臣的隊長職務。他接受了背部手術後缺陣了所有季前賽和一場聯賽賽事，期間由莊拿芬·侯臣代任隊長。9月17日，他在對米杜士堡的預備組賽事中於61分鐘後備入替復出。9月29日，他復出後在艾蘭路球場對卡素爾的賽事中首次正選上陣。
2011年5月9日，尼萊獲領隊西蒙·加利臣通知於球季結束約滿後遭放棄。
唐卡士打及洛達咸
2011年7月11日尼萊以短約形式加盟英冠球會唐卡士打，期間上陣13場聯賽和2場聯賽盃賽事，於2012年1月約滿後離隊。
2012年1月13日尼萊投效英乙球會洛達咸直至球季結束。

## 榮譽
葉士域治
- 甲級聯賽附加賽冠軍：1999/00年；

## 外部連結
- Richard Naylor player profile （页面存档备份，存于） at itfc.co.uk
- Richard Naylor player profile[永久] at barnsleyfc.co.uk
- 足球数据库：李察·尼萊的球员统计数据